# Bore (Italië)
Bore is een gemeente in de Italiaanse provincie Parma (regio Emilia-Romagna) en telt 869 inwoners (31-12-2004). De oppervlakte bedraagt 43,3 km², de bevolkingsdichtheid is 21 inwoners per km².
De volgende frazioni maken deel uit van de gemeente: Bellaria, Castiglione, Felloni, Ferrari, Fiori, Franchi-Salvi, Metti, Mortarelli, Orsi, Pereto, Pozzolo, Pratogrande, Raffi, Ralli, Rovina, Silva, Zani, Zermani.

## Demografie
Bore telt ongeveer 497 huishoudens. Het aantal inwoners daalde in de periode 1991-2001 met 14,4% volgens cijfers uit de tienjaarlijkse volkstellingen van ISTAT.
| Jaar | Inwoneraantal |
| ---- | ------------- |
| 1991 | 1056          |
| 2001 | 904           |

## Geografie
Bore grenst aan de volgende gemeenten: Bardi, Morfasso (PC), Pellegrino Parmense, Varano de' Melegari, Varsi, Vernasca (PC).